# 安德鲁·劳埃德
安德鲁·劳埃德（英語：Andrew Lloyd，1959年2月14日—），澳大利亚男子田径运动员。他曾代表澳大利亚参加1990年英联邦运动会田径比赛，获得一枚金牌。他也曾参加1988年夏季奥林匹克运动会。